# Дом № 10 по улице Царя Душана
Дом № 10 по улице Царя Душана (серб. Кућа у улици Цара Душана број 10) был построен в период с 1724 по 1727 год и является старейшим сохранившимся зданием в Белграде. Дом расположен в районе Дорчол в общине Стари-Град. Здание было объявлено памятником культуры в 1987 году.

## История
Является одним из первых зданий, построенных во время австрийской оккупации Северной Сербии в 1718-39 годах. Строительство дома началось в 1724 году и было завершено в 1727 году. Здание спроектировал швейцарский архитектор Никола Доксат, который в то время был полковником в австрийской армии. Доксат также разработал план по застройке всей центральной части Белграда и реконструкции Белградской крепости. В 1738 году его обвинили в государственной измене и казнили под стенами крепости.
Дом был построен для шорника Элиаса Флайшмана, который также был членом муниципального совета Белграда. Флайшман не только жил в этом здании, но и оборудовал там свою мастерскую. После 1740 года, когда австрийцы ушли из Северной Сербии, а османы восстановили контроль над Белградом, дом оставался жилым, в нём появился магазин. Здание было повреждено во время осады Белграда в 1789 году. В конце XIX века дом был основательно перестроен: заменена крыша, убраны некоторые фасадные украшения.
После поражения Австрии в русско-австро-турецкой войне 1737-1739 годов северная часть Сербии, включая Белград, была возвращена туркам. В одном из положений Белградского мирного договора 1739 года говорилось, что Австрия должна была снести все укрепления, военные и гражданские постройки, воздвигнутые во время оккупации. Были снесены многие здания в стиле барокко. Однако постройки за пределами крепостных стен не были разрушены ― так уцелел дом на улице Царя Душана. На сегодняшний день это старейшее здание Белграда и единственный жилой дом первой половины XVIII века, сохранившийся в городской застройке (до 1930-х годов на этой улице также находились два дома примерно того же времени постройки, но они были снесены).
В 2010 году администрация Белграда подготовила отчёт, в котором предусматривалось приспособление дома под музей, но этот план так и не был реализован.